# Deretrachys montanus
Deretrachys montanus là một loài bọ cánh cứng trong họ Cerambycidae.